# Jementrast
Jementrast (Turdus menachensis) är en tätting i familjen trastar som enbart förekommer i Jemen och sydvästra Saudiarabien.

## Kännetecken

### Utseende
Jementrasten är en medelstor trast med en kroppslängd på 23 centimeter. Den är rätt enfärgat brun med svartstreckad strupe och ibland fläckat bröst. I flykten syns orange vingundersidor. Näbben är kraftig och orangegul, medan benen varierar från hudfärgade till gula.

### Läten
Sången är en flöjtande serie med höga toner framför i gryningen. Lätet är ett explosivt "tjack-tjack".

## Utbredning och systematik
Fågeln förekommer i bergstrakter på sydvästra Arabiska halvön, i Jemen och Saudiarabien norrut till 21° N från 1.200 till 3.100 meter över havet. Den verkar i stort vara stannfågel men kan röra sig något i norra delen av utbredningsområdet, i höjdled eller latitudmässigt. Den behandlas som monotypisk, det vill säga att den inte delas in i några underarter.

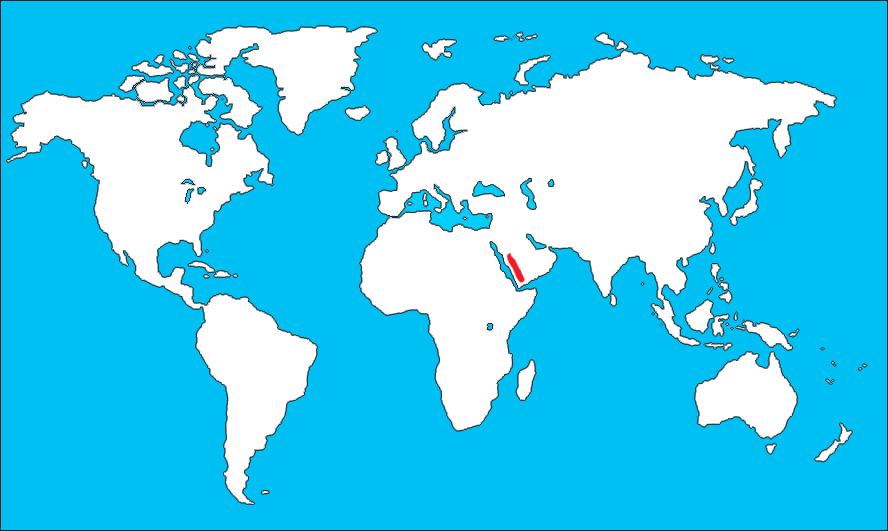
Jementrastens världsutbredning.

## Levnadssätt
Jementrasten påträffas i områden med tät växtlighet som skogslandskap, buskmarker, fruktodlingar och stora trädgårdar. Där kan den vara mycket svårsedd och sitta orörlig under långa stunder. Den lever både av marklevnande ryggradslösa djur och frukt som nypon, enbär eller fikon. Arten häckar från mars till juni och placerar sitt bo en till två meter upp i en buske eller trädklyka.

## Status och hot
Fram till 2017 kategoriserade internationella naturvårdsunionen IUCN arten som sårbar (VU), men efter studier som visar att arten är vanligare än man tidigare trott har hotstatusen sänkts till nära hotad. IUCN noterar dock att populationen på mellan 6 000 och 15 000 vuxna individer är fortfarande är relativt liten och i minskande på grund av habitatförlust, men också jakt och andra naturliga predatorer.

## Namn
Fågelns vetenskapliga artnamn menachensis syftar på Menacha eller Manakhah, en ort i Jemen.